# Frank Carter and the Rattlesnakes
Frank Carter and the Rattlesnakes, également stylisé Frank Carter & the Rattlesnakes, est un groupe britannique de punk rock, originaire de Hemel Hempstead, Hertfordshire, en Angleterre. Il est composé de Frank Carter et du guitariste Dean Richardson.
Célèbre pour ses concerts endiablés, le groupe publie cinq albums : son premier, Blossom sort en 2015, et est suivi de Modern Ruin en 2017, End of Suffering en 2019, Sticky sort en octobre 2021, et enfin Dark Rainbow, en janvier 2024.

## Histoire

### Débuts (2015)
Après avoir quitté le groupe Gallows en 2011 en raison de divergences artistiques, Carter lance Pure Love, un projet avec le guitariste Jim Carroll, mettant fin à ce groupe en 2015 pour former Frank Carter and the Rattlesnakes avec le guitariste Dean Richardson, anciennement de Heights,,. Les deux hommes s'étaient rencontrés quelques années plus tôt, lorsque Carter avait demandé à Richardson, qui était également concepteur et codeur, de lui créer un site web. Avec The Rattlesnakes, Carter revient à ses racines punk hardcore, tout en conservant certaines des sensibilités power pop de Pure Love.
Le 4 mai 2015, Frank Carter and the Rattlesnakes sortent l'EP de trois titres Rotten. Les trois chansons figurent également sur le premier album studio du groupe, Blossom, sorti sur International Death Cult le 14 août 2015,. Il atteint la 18e place du UK Albums Chart. Carter a décrit Blossom comme étant « sur la tristesse et le fait de ne pas savoir quoi en faire ».

### Modern Ruin(2016–2018)
Le groupe termine l'enregistrement de Modern Ruin en janvier 2016, quelques mois seulement après le lancement de leur premier album. Modern Ruin sort sur International Death Cult le 20 janvier 2017. Il atteint la septième place du UK Albums Chart. et la vingt-troisième place du Billboard Heatseekers Albums chart. Il est enregistré par Thomas Mitchener, ancien bassiste de tournée du groupe, dans son studio Broadfields à Watford, en Angleterre, qui est également l'endroit où Blossom a été enregistré,.
En novembre 2017, le groupe annonce la sortie d'un album live. 23 Live at Brixton Academy sort le 9 mars 2018, ayant été enregistré lors de leur concert en tête d'affiche du 8 décembre 2017 à l'O2 Academy Brixton à Londres, où ils ont joué toutes les chansons de leurs deux premiers albums ainsi que leur nouveau single Spray Paint Love,.

### End of Suffering(2019–2020)
Le groupe sort son troisième album, End of Suffering, sur International Death Cult le 3 mai 2019. L'album a atteint la quatrième place du UK Albums Chart. NME a écrit que l'album « ressemble à un feu d'artifice sur ce disque éblouissant » où Carter « continue d'explorer des territoires de plus en plus sensibles, avec des résultats impressionnants ». Certains des titres traitent de la bataille de Carter pour la santé mentale. Trois singles sont extraits de l'album : Crowbar, Anxiety, et Kitty Sucker. Le guitariste de Rage Against the Machine et d'Audioslave, Tom Morello, est invité sur la chanson Tyrant Lizard King. La collaboration est née après que Carter ait rencontré Morello en Espagne lors du festival Resurrection, et qu'il ait interprété Killing in the Name avec le groupe de Morello, Prophets of Rage. Après la sortie de l'album, le groupe fait une tournée pour le soutenir, culminant avec un concert à guichets fermés devant 10 000 fans à l'Alexandra Palace de Londres en février 2020[25]. Cependant, tout autre projet de tournée en 2020 a été annulé en raison de la pandémie de Covid-19, forçant la fin prématurée du cycle de l'album End of Suffering.
À la lumière de cette période d'inactivité imprévue, le groupe exhume des enregistrements d'archives de leur premier album Blossom et annonce une réédition pour célébrer le cinquième anniversaire de sa sortie en juin 2020. La réédition comprend des versions live des dix titres originaux de l'album, en plus de trois titres studio inédits. L'un des titres inédits, Fire, est publié avant la réédition en tant que single principal, le reste de l'album suivant en octobre 2020.

### Sticky(depuis 2021)
Après l'annulation de la tournée de soutien à End of Suffering en raison de la pandémie de Covid-19, le groupe commence à travailler sur de la nouvelle musique. En avril 2021, le groupe sort le single My Town, avec Joe Talbot, le leader d'Idles, puis annonce son quatrième album, Sticky, et son single éponyme en juillet 2021. Le groupe annonce ensuite son quatrième album, Sticky, en même temps que le single éponyme en juillet 2021. L'album, sorti le 15 octobre 2021, est produit par le guitariste et membre principal du groupe Dean Richardson et comprend des apparitions de Lynks, Cassyette et Bobby Gillespie, le leader de Primal Scream.
En septembre 2023, le groupe annonce son retour avec un nouveau single, intitulé Man of the Hour. Il s'agit du premier single de leur cinquième album studio Dark Rainbow, dont la sortie est prévue pour le 24 janvier 2024. Le groupe annonce également une tournée mondiale en soutien à l'album, qui aura lieu entre février et mai 2024 au Royaume-Uni, en Europe, en Australie et en Amérique du Nord.
En octobre 2024, le groupe annonce sur les réseaux sociaux leur souhait de faire une pause.

## Discographie

### EP
- 2015 : Rotten

### Singles
- 2015 : Juggernaut
- 2015 : I Hate You
- 2016 : Devil Inside Me
- 2016 : Snake Eyes
- 2016 : Lullaby
- 2016 : Wild Flowers
- 2017 : Modern Ruin
- 2017 : Vampires
- 2017 : Spray Paint Love
- 2019 : Crowbar
- 2019 : Anxiety
- 2019 : Kitty Sucker

## Distinctions
| Année | Organisation                                | Récompense                           | Résultat   |
| ----- | ------------------------------------------- | ------------------------------------ | ---------- |
| 2016  | Kerrang! Awards                             | Spirit of Punk                       | Lauréat    |
| 2017  | Heavy Music Awards                          | Meilleur groupe britannique          | Nomination |
| 2017  | Association of Independent Festivals Awards | Groupe scénique de l'année           | Nomination |
| 2019  | Kerrang! Awards                             | Meilleur groupe scénique britannique | Nomination |